# Station Doncaster
Doncaster is een spoorwegstation van National Rail in Doncaster in Engeland. Het station is eigendom van Network Rail en wordt beheerd door London North Eastern Railway. 